# Comando de Material (fuerza aérea de Argentina)
El Comando de Material (CM) es un comando de la Fuerza Aérea Argentina con sede en el Edificio Cóndor y en la órbita del Estado Mayor General de la Fuerza Aérea. Su misión es conducir el esfuerzo logístico de esa fuerza armada y contribuir a la política de la industria aeronáutica nacional.
Esta dirección general dirige el mantenimiento, abastecimiento y transporte de todo el material aéreo, armamento, sensores e incluso la infraestructura de la Fuerza Aérea, así como la modernización de los sistemas de armas.

## Reseña
La dirección general fue organizada el 1 de enero de 2011 tras suprimir el Comando de Material una modificación a la estructura orgánico-funcional de conducción superior de las Fuerzas Armadas de la Nación.
Recientemente, la dirección general se ha reorganizado como Comando de Material.

## Organización
- Comando de Material (CM). Asiento: Edificio Cóndor (Retiro, CABA).
  - Área Material Río Cuarto (ARMACUAR). Asiento: Río Cuarto (CB).
  - Área Material Quilmes (ARMQUIL). Asiento: Quilmes (BA).
  - Área Logística Córdoba. Asiento: Córdoba.
  - Área Logística Palomar. Asiento: El Palomar (BA).